# Isla Nordeste
La isla Nordeste (en inglés: North East Island) es una de las islas Malvinas. Se encuentra al noreste de la isla Bougainville, al sur de Puerto Yegua en la isla Soledad. La isla Lobos se ubica cerca.
El extremo oriental de este accidente geográfico es uno de los puntos que determinan las líneas de base de la República Argentina, a partir de las cuales se miden los espacios marítimos que rodean al archipiélago.
Además se encuentra a la misma longitud geográfica que la capital argentina, estando atravesada por el meridiano de Buenos Aires.